# Pere González Telmo
Pere González Telmo, conegut també com a sant Elm o sant Telm (Astorga o Frómista, Regne de Lleó, ca. 1190 - Santiago de Compostel·la, 15 d'abril de 1246) fou un frare dominic, predicador que va treballar especialment entre els pescadors de Galícia. És venerat com a beat per l'Església catòlica. Va acompanyar com a capellà al rei Ferran III de Castella abans d'ocupar el càrrec de prior del convent de Guimares. Se'l considera erròniament sant patró dels mariners, encara que ni és sant ni mai no ha estat reconegut formalment com a tal, de fet no fou fins al 13 de desembre de 1741 quan el papa Benet XIV va confirmar el seu culte com a beat. Tanmateix, a data de 2023 encara no ha estat canonitzat oficialment.

## Biografia
Va néixer a Frómista en una família distingida. De ben petit despuntava per la seva vivesa i un oncle seu, canonge i més tard bisbe d'Astorga, el prengué a casa seva per educar-lo i així instruir-lo en les arts i en l'estudi de la teologia. Va continuar els estudis a la universitat de Palència. Ordenat sacerdot, la influència del seu oncle va fer que aviat fos nomenat degà del capítol de la catedral, tot i no tenir l'edat requerida. Amic de la gresca, va organitzar la presa de possessió amb un excés de sumptuositat, escollint el dia de Nadal. Volent lluir-se amb el cavall en què anava muntat, l'animal el va fer caure enmig d'un toll de fang i va fer que fos la riota de tothom que mirava.
L'impacte d'aquest fet el va fer canviar radicalment, fent-se humil i demanant ser admès a l'Orde de Sant Domènec. Va anar progressant en virtut i els seus superiors el van enviar a predicar; docte, prudent i gran orador, va aconseguir un gran nombre de conversions, a més de distingir-se pel seu zel en la cura de malalts i pecadors. A la cort, va ésser confessor del rei Ferran III de Castella, a qui va acompanyar en les campanyes militars a Còrdova i Sevilla, es ocupar de la cura dels soldats i va contribuir a la conversió de molts.

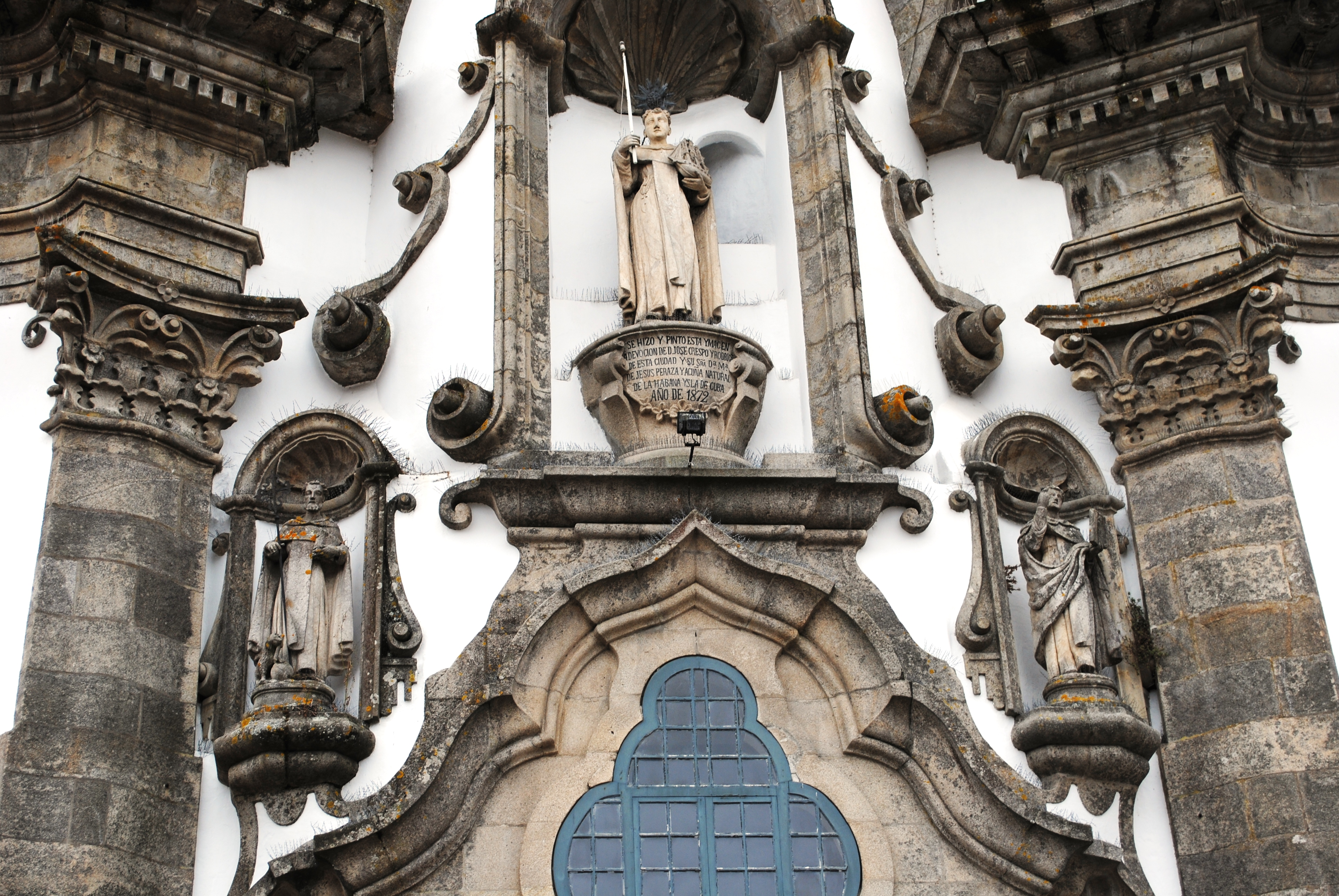
Capella de San Telmo a Tui.

Enviat a Galícia, hi fa una gran tasca missionera i deixar petjada arreu. A Tui va conèixer i es va preocupar de la vida dels mariners i els pescadors, amb els quals va esmerçar tot el seu afany missioner i on va adquirir la fama de taumaturg per tot l'ajut prestat a aquells necessitats. Per això, la gent del mar el té com a patró i intercessor en les contingències humanes.
Fou nomenat prior del convent de S. Domingos de Guimarães, a Portugal, on va tenir com a deixebles Gonçal d'Amarante i Llorenç Mendes. Ja amb seixanta anys, va retirar-se a Tui. Va morir a Santiago de Compostel·la, on havia anat en pelegrinatge, el 15 d'abril de 1246. Va ésser portat a Tui i sebollit a la catedral.

## Veneració
Poc després de la seva mort, en 1254, va ésser beatificat per Innocenci IV. En 1741, el seu culte va ésser confirmat per Benet XIV; no obstant això i el títol que habitualment se li dona de sant, no ha estat formalment canonitzat. És patró de Tui i la diòcesi de Tui-Vigo.
Popularment, la seva advocació es va confondre amb la de sant Erasme de Fòrmia o d'Antioquia, també anomenat Sant Elm i venerat pels mariners com a patró. La particular devoció dels mariners envers Pere González va fer que rebés el nom de Telm o Elm, com sant Erasme.

## Iconografia
Se'l representa vestit amb l'hàbit negre i blanc característic dels dominics. El seu atribut principal és un petit vaixell que porta a les mans. També és freqüent que porti un ciri o una torxa, fent referència a l'anomenat Foc de Sant Elm. Com s'ha dit, sant Erasme de Fòrmia, també és conegut com a sant Elm, però és fàcil distingir-los perquè aquest darrer no es representa vestit amb l'hàbit dominicà si no com un bisbe, amb bàcul i mitra.
Obresː
- Casella del retaule de la Mare de Déu dels navegants, d'Alejo Fernández (1531-36),
- Retaule de Sant Elm (1688, reformat, església parroquial de Sant Bartomeu i Santa Tecla de Sitges)
- Retaule de Sant Elm (segle xvii, desaparegut, església parroquial de Santa Maria d'Arenys de Mar)[3]
- Sant Elm com a protector del comerç marítim, pintura d'Antoni Guerra i Gonzàlez, dit Antoni Guerra "el jove" (1701, Museu Rigau, Perpinyà)[4]
- Plafó de rajoles pintades a l'exterior de la capella de la confraria de les ànimes de Massarelos. Porto[5]